# One Tree Hill (serie de televisión)
One Tree Hill es una serie de televisión estadounidense. La serie narra la historia de un grupo de jóvenes y sus familias en un pequeño pueblo llamado Tree Hill a través del paso de estos por la escuela secundaria y después de la universidad. Con una trama similar a las abordadas en series sobre  adolescentes como Dawson's Creek, su emisión comenzó en septiembre de 2003 en la cadena WB y se prolongó hasta mayo de 2006. Tras la fusión de WB con UPN, se creó The CW Network, emitiéndose en esta las restantes seis temporadas de la serie. En España fueron emitidas las dos primeras temporadas de la serie a través de La 2 y desde el 26 de abril de 2007 se continuó emitiendo en la cadena Canal Cosmo. También fue emitida en la cadena de televisión digital terrestre Neox, del Grupo Antena 3, durante un breve período de tiempo. Actualmente continúa emitiéndose en el canal de televisión digital terrestre Clan de la Corporación Radiotelevisión Española. En Latinoamérica, el canal Fox emitió las primeras 3 temporadas, y luego pasó a emitirse en Warner Channel que la transmitió desde la 4.ª temporada. Luego volvió a Fox donde se emitió las más recientes temporadas.
El 12 de mayo del 2009, CW confirmó que Chad Michael Murray (Lucas) y Hilarie Burton (Peyton) dejaban la serie. El resto de personajes principales continuaron hasta el final de la serie.
La novena y última temporada de la serie se estrenó en España el 9 de septiembre del 2012 por la cadena Cosmopolitan, siendo esta cadena la única que emitió en España los 187 capítulos de la serie.

## Argumento
La historia comienza en Tree Hill, un pequeño pueblo de Carolina del Norte. Lucas y Nathan son dos chicos de caracteres completamente diferentes exceptuando su afición por el baloncesto y que son hijos del  mismo padre. Nathan es el líder de los "Ravens", el equipo de baloncesto del instituto y proviene de una familia acomodada. Lucas, por el contrario, fue criado desde su infancia por su madre, Karen, dueña de un café local, y por el hermano de su padre, su tío Keith, dueño de un taller de mecánica. Se entrena y juega al baloncesto con sus amigos en una simple cancha improvisada junto al río.
Su tìo Keith, siendo amigo del entrenador del equipo del instituto, Whitey Durham, y exjugador él mismo, le pide a este que observe a Lucas jugar en la cancha del río y le dé una oportunidad en el equipo del instituto, debido a que cree que tiene potencial como jugador y le será útil al equipo. El entrenador queda impresionado, y con su aprobación Lucas consigue entrar a los "Ravens", el equipo capitaneado por Nathan. Esto trae como consecuencia confrontaciones directas entre los dos hermanos que se tornan muchas veces violentas pues en su afán de ridiculizar a su hermano por sus orígenes humildes, Nathan recurre a provocaciones constantes apoyado por sus compañeros de equipo. Lucas a su vez, trata de no dejarse intimidar y le hace frente. Durante todas las temporadas de la serie somos testigos de cómo los personajes evolucionan, crecen, maduran, se gradúan, consiguen trabajos, persiguen sus sueños y forman sus propias familias con todos los conflictos y problemáticas que esto conlleva, además de la propia interacción entre todos ellos y las consecuencias que se derivan de la misma. 

## Temporadas
| Temporada | Temporada | Episodios | Año de Emisión | Lanzamiento en DVD de One Tree Hill | Lanzamiento en DVD de One Tree Hill | Lanzamiento en DVD de One Tree Hill | Lanzamiento en DVD de One Tree Hill |
| Temporada | Temporada | Episodios | Año de Emisión | Estados Unidos                      | España                              | Discos                              |                                     |
| --------- | --------- | --------- | -------------- | ----------------------------------- | ----------------------------------- | ----------------------------------- | ----------------------------------- |
|           | 1         | 22        | 2003 — 2004    | 25 de enero de 2005                 | 13 de junio de 2006                 | 6                                   |                                     |
|           | 2         | 23        | 2004 — 2005    | 13 de septiembre de 2005            | 11 de diciembre de 2007             | 6                                   |                                     |
|           | 3         | 22        | 2005 — 2006    | 26 de septiembre de 2006            | 12 de febrero de 2008               | 6                                   |                                     |
|           | 4         | 21        | 2006 — 2007    | 18 de diciembre de 2007             | 23 de septiembre de 2008            | 6                                   |                                     |
|           | 5         | 18        | 2008           | 26 de agosto de 2008                | 14 de julio de 2009                 | 5                                   |                                     |
|           | 6         | 24        | 2008 — 2009    | 25 de agosto de 2009                | 6 de abril de 2010                  | 7                                   |                                     |
|           | 7         | 22        | 2009 — 2010    | 17 de agosto de 2010                | 8 de marzo de 2011                  | 5                                   |                                     |
|           | 8         | 22        | 2010 — 2011    | 20 de diciembre de 2011             | 15 de mayo de 2012                  | 5                                   |                                     |
|           | 9         | 13        | 2012           | 10 de abril de 2012                 | 19 de marzo de 2013                 | 3                                   |                                     |

## Personajes

### Elenco fijo
- Nathan Scott (James Lafferty),[8] (T1-T9):

Nombre completo: Nathan Royal Scott.
Hijo de Deborah (Deb) Lee y Daniel (Dan) Scott. Sobrino de Keith Scott y Cooper Lee, medio-hermano de Lucas Scott. Al iniciar la serie, tenía una tormentosa relación con Peyton Sawyer, animadora del equipo de baloncesto, que ella terminó por la gran cantidad de peleas y desacuerdos que tenían, además de su carácter despótico y arrogante. Para molestar a Lucas, Nathan empieza a recibir clases particulares de Haley, mejor amiga de Lucas. Un tiempo después se dio cuenta de que estaba realmente enamorado de ella y se lo expresa, y aunque tuvo una corta resistencia de Haley debido a su amistad con Lucas y la fama de chico malo de Nathan, Haley lo acepta y no solo se enamora también, sino que accede a casarse con él a escondidas, provocando el rechazo total de los padres de Nathan, y recibiendo a cambio el apoyo incondicional de parte de los padres de Haley. Su número de camiseta fue el 23 en el instituto y durante los primeros años de su carrera universitaria, después usó la número 12 en honor a su hijo James "Jamie" Lucas Scott, que nació el día de su graduación. Se involucró en apuestas de juego en el instituto para poder mantener a su esposa e hijo. Luego de un altercado en un bar, quedó postrado en una silla de ruedas, lo que le hizo perder su exitosa carrera en el baloncesto profesional. Después de rehabilitarse, juega para los Charleston Chiefs y en la 6.ª temporada firma con la Charlotte Bobcats. En la 7.ª temporada, mientras está en receso de la NBA, y regresa a Tree Hill, una mujer comienza a decir que está embarazada de él pero luego esta confiesa que no es cierto. En la 8.ª temporada decide dejar el baloncesto para estar más cerca de su familia en especial ahora que Haley está embarazada. Comienza a trabajar como agente de deportistas junto a Clay y regresa a la universidad. Es secuestrado en la novena temporada y su padre Dan Scott le salva la vida.
- Haley Bob James-Scott (Bethany Joy Lenz),[8] (T1-T9):

Hija de Jimmy James y Lydia James. Viene de una familia extensa (es la hermana menor de Quinn y de Taylor) y es muy sobresaliente académicamente. Mejor amiga de Lucas Scott desde pequeños. Luego de ser tutora de Nathan en el colegio se enamorara y se casa con él, dio a luz al hijo de ambos el día de su graduación. Es cantante y compone música, salió de gira por un tiempo con Chris Keller, algo que casi le cuesta su matrimonio, pero volvió al darse cuenta de lo mucho que quería a Nathan. Años después se convirtió en maestra en su antiguo instituto, siendo una gran mentora para todos sus alumnos. Tuvo que lidiar con el accidente de Nathan y con una niñera que casi destruye a su familia. Luego de un conflicto de intereses con la nueva directora del Instituto, es despedida por publicar el trabajo de Sam (hija adoptiva de Brooke) en el periódico de la escuela, se concentra entonces en criar a su hijo y producir un disco en la discográfica de Peyton. En la 7.ª temporada retoma su carrera como cantante saliendo de gira por todo el país. Sufre un gran golpe cuando su madre muere a consecuencia del cáncer, lo que la lleva a caer en una gran depresión. Al final de la temporada queda embarazada y en la 8.ª tiene a una niña a la que llamará Lydia Bob Scott en honor a su madre.
- Brooke Penelope Davis-Baker (Sophia Bush),[8] (T1-T9):

Nombre completo: Brooke Penélope Davis
Hija de Richard Davis Jr. y Victoria Davis. Fue capitana del equipo de animadoras y Presidenta de los estudiantes en sus últimos años de instituto. Creó una línea de ropa llamada "Clothes Over Bros", el cual le ha dado mucho éxito pero tuvo que cederlo a su madre, luego de varios conflictos con ella. Fue antigua novia de Lucas Scott 2 veces en el instituto, la primera vez terminó porque este la engañó con su mejor amiga Peyton, y la segunda terminó porque se dio cuenta de que él aún sentía cosas por Peyton, luego empieza a salir con su profesor de inglés, pero termina ya que él la engaña con una de sus modelos, al final de la cuarta temporada se enamora de Chase Adams, hasta el momento no ha tenido una relación amorosa estable. En estos momentos se encarga de diseñar el vestido de bodas de Peyton, también diseñó el vestido de Lindsey, la antigua novia de Lucas. Tiene una hija adoptiva, Sam. Tuvo una relación con Julian Baker, productor de la película de Lucas, pero terminó cuando él regresó a Los Ángeles. Es madrina de James Lucas Scott. Vuelve con Julian Baker al final de la sexta temporada y en la séptima, Julian le propone matrimonio. En la octava pierde su empresa debido a unas jugadas sucias que hizo su mamá con los accionistas y, para no dejar a sus accionistas sin nada, Brooke decide vender todo para devolverles su dinero, se casa con Julian y deciden adoptar un bebé, debido a que Brooke no puede tener hijos. La mujer que les iba a dar a su hijo en adopción justo el día del parto decide mejor tener el bebé con su novio. Un tiempo después Brooke queda embarazada y tiene dos gemelos: Jude y Davis.
- Lucas Scott (Chad Michael Murray), (T1-T6, Colaboración especial: T9):

Nombre completo: Lucas Eugene Scott.
Personaje principal de la serie . Hijo de Karen Roe y Dan Scott, quienes fueron novios en el instituto, y que Dan abandonó para ir a jugar al baloncesto en la universidad. Sobrino de Keith Scott, quien hizo de su figura paterna(en las primeras temporadas de la serie. Hermano de Nathan por parte de padre y hermano de Lily Roe Scott (por parte de la relación de su madre con Keith) tiene una seria enfermedad cardíaca heredada de su padre. Casado con Peyton Sawyer, con quien tiene una hija: Sawyer Brooke Scott. Anteriormente tuvo una relación con Brooke Davis pero después de varios confrontamientos, terminaron su relación amistosamente. Es mejor amigo de Haley James Scott y es padrino de su hijo James Lucas Scott. Apasionado por el baloncesto y la literatura, ha escrito dos novelas, "An Unkindness of Ravens" y "The Comet". Estuvo comprometido con la editora de sus libros Lindsey, pero después de darse cuenta de que él seguía enamorado de Peyton, ella lo dejó plantado en el altar. También es entrenador de su antiguo equipo de instituto, los Ravens. Dejó la serie en la sexta temporada, junto a su esposa Peyton Sawyer-Scott y su hija Sawyer Scott. En la novena temporada vuelve a buscar a Jamie y a Lidia para cuidarlos, ya que Nathan ha sido secuestrado. Luego de buscarlos en el aeropuerto, se los lleva con el a su casa
- Peyton Elizabeth Sawyer-Scott (Hilarie Burton), (T1-T6):

Nombre completo: Peyton Elizabeth Sawyer.
Hija de Mick Wolf y Ellie Harp, fue dada en adopción a Larry Sawyer y Anna Rebecca Sawyer. Su madre adoptiva falleció por saltarse un semáforo en rojo al ir a buscarla a la escuela y fue criada por Larry, que se vuelca en el trabajo para poder superar la muerte de su madre. Está casada con Lucas Scott luego de varios años de relación, con quien tiene una hija: Sawyer Brooke Scott. Exnovia de Nathan Scott y mejor amiga de Brooke Davis desde los 9 años. Fue animadora durante el instituto, le dispararon en la pierna cuando tenía 17 años y rescatada por Lucas Scott(Chad Michael Murray). Después fue víctima de un acosador que se hizo pasar por su hermano. Tiene un medio-hermano afrodescendiente por parte de su padre llamado Derek Sommers, con el que tiene una buena relación. Tiene talento para el dibujo y le encanta la música. Tiene su propia discográfica llamada "Red Bedroom Records". Su madre biológica falleció a causa de cáncer de mama, por el cual, después de crear un disco con ella, dio todas las ganancias a una fundación en contra de esta enfermedad. Desapareció de la serie en la sexta temporada junto con su esposo Lucas Scott y su hija Sawyer Scott.
- James Lucas Scott "Jamie" (Jackson Brundage), (T5-T9):

Hijo de Nathan Scott y Haley James Scott. Nació el 13 de junio del 2007 en Tree Hill. Es un niño muy inteligente y en momentos sus padres les dicen que es "demasiado inteligente por su propio bien". Al igual que su padre, le gusta jugar al baloncesto y también desea que su padre pueda jugar en la NBA. Asimismo tiene un talento para la música, tocando el piano, como su madre. Cariñosamente le llaman 'Jamie', 'Jimmy Jam' o 'J. Luke'. En la 8.ª temporada Julian le pide que sea su padrino de bodas y él acepta, también comienza a practicar baseball.
- Julian Baker (Austin Nichols),[8] (T7-T9, Recurrente: T6):

Productor que quiso llevar Ravens (libro de Lucas) a la gran pantalla, el libro lo conoció cuando salía con Peyton. Luego se enamora de Brooke, con la que está saliendo. En la 7.ª temporada produce una película escrita por Alex y le propone matrimonio a Brooke. En la 8.ª se casa con Brooke y finalmente tienen dos hijos llamados Jude y Davis.
- Clayton Evans (Robert Buckley),[8] (T7-T9):

Veitimuchos, guapo. Un joven y desenvuelto agente deportivo que representa los intereses de Nathan Scott en el baloncesto. Clayton está empezando a destacar en su agencia y se convierte en un buen amigo, alineando su función de representante con la de consejero de Nathan. Disfruta de las posibilidades de ser un joven soltero, guapo y saludable, separando siempre los negocios del placer. Siempre es muy protector con Nathan. Estuvo casado pero su esposa murió. Ahora tiene una relación con Quinn. Es perseguido por una mujer que esta locamente enamorada de él, pero luego la mujer es capturada por la policía. Al final de la 7.ª temporada recibe varios disparos de Katie junto a Quinn en su casa. Al inicio de la 8.ª temporada, Clay continúa vivo pero muy grave y su espíritu deambula por el limbo junto a Quinn. En el limbo Clay conoce a un tipo que también esta como él luchando entre la vida y la muerte. Clay empeora y necesita un trasplante de riñón urgente para sobrevivir. El tipo que clay conoce muere, su familia dona su riñón y lo usan con Clay. Clay se salva. En la novena temporada, sufre cambios de personalidad graves lo cual lo lleva a psiquiátrico y ahí conoce un pequeño llamado Logan, de seis años, con el cual comparte el pasatiempo de los aviones y de los cómics. Luego de un corto tratamiento, se entera de que Logan es su hijo y ese es el recuerdo que reprimía porque era lo que más le recordaba a su fallecida esposa Sara.
- Alex Dupree (Jana Kramer), (T8-T9, Recurrente: T7):

Veintipocos, espectacular. Alex es una modelo/actriz y la nueva cara de la línea de ropa de Brooke. Alex es muy activa y un poco diva, está acostumbrada a conseguir lo que quiere. Inteligente y experimentada, Alex usa a veces sus artimañas para abrirse paso en las traicioneras aguas de su profesión. Nunca ha ido a una fiesta que no le haya gustado, un hábito que puede terminar o acelerar su transición de modelo a actriz, dependiendo de quien se cruce en su camino. Le presenta una historia a Julian la cual decide producir, y se enamora de él, causando la ruptura entre este y Brooke. Pero Julian nunca le corresponde, ella intento suicidarse cortándose las muñecas. En un viaje para la presentación de la película en un festival comienza a sentirse atraída por Chase. En la 8.ª temporada comienza a salir con Chase y en la novena temporada conoce a Chris Keller, el cual le aconseja que se vaya de gira de música, y deja a Chase, terminando su relación.
- Millicent Huxtable (Lisa Goldstein),[8] (T6-T9, Recurrente: T5):

Fue asistente de Brooke en Nueva York y ahora en la tienda que abrió en Tree Hill. Se enamoró de Marvin McFadden y vivieron juntos con Skills, Junk y Fergie. Incluso declaró a Mouth su virginidad y esperar al hombre correcto. Su relación con Mouth termina porque ella duerme con Owen, tras creer que a Mouth todavía le gusta Gigi. Al final de la 6.ª temporada se reconcilia con Mouth y vuelven a vivir juntos. En la 7.ª temporada cae en el vicio de las drogas. Luego de ser arrestada por conducir ebria y drogada es obligada a ir a charlas de ayuda y la madre de Brooke le da una segunda oportunidad en “Clothes over Bros”. En la 8.ª vuelven a vivir con Mouth y comienza a trabajar para un canal de televisión
- Quinn James (Shantel VanSanten),[8] (T7-T9):

Una de las hermanas mayores de Haley. Quinn es un espíritu libre, pero también de confianza, amable y simpática. Tiene mucha fuerza de voluntad y está muy segura de sí misma, pero también es modesta. Quinn se está tomando un tiempo de transición en su vida, luego de divorciarse de su marido David. Es dueña de una galería que su madre le pidió que abriera y comienza a salir con Clayton. Es baleada junto a Clay por Katie. al inicio de la octava temporada su hermana la encuentra junto a Clay aún con vida luego de recibir el disparo. Quinn se encuentra muy grave y su espíritu deambula en el limbo junto a Clay. Quinn despierta y se salva de la muerte. Quinn quedó muy atemorizada por lo que mantiene un arma escondida en la casa por si acaso. Cuando Clay se da cuenta de eso la envía a de viaje a un concurso de fotos para que supere el ataque. Cuando quinn regresa se ve que no fue a tomar cualquier foto sino que estuvo siguiend a Katie la chica que le disparó. Decide que para estar tranquila tiene que deshacerse de ella y acude a Dann Scott para que la ayude a matar a la chica ya que él es la única persona que conoce que ha matado a alguien. Le dispara a katy un día que esta entra a su casa a intentar terminar lo que inició en el final de la 7.ª temporada, solo que esta vez los papeles se invierten y Quinn le dispara a Katie. Apoya a Clay cuando conoce a su hijo Logan, cuidándolo como si fuera su hijo, e incluso él le llama "mamá" y le adopta.
- Dan Scott (Paul Johansson),[8] (T1-T6 & T9, Colaboraciones especiales: T7 & T8):

Hermano de Keith Scott. Antiguamente fue un jugador exitoso de baloncesto en el instituto, donde fue novio de Karen Roe. Luego de dejarla embarazada, se fue a la universidad por una beca de baloncesto que le otorgaron, pero dejó de jugar por un problema que se le presentó en la pierna. Ahí conoció a Deborah Lee, con la cual se casó y tuvo un hijo. Nunca fue una figura paterna para Lucas; presionaba a Nathan para que fuera un buen jugador de baloncesto. Tuvo una compañía de ventas de autos con el dinero de su esposa. Asesinó a su propio hermano después de creer que él lo quiso matar. Pasó 5 años en la cárcel, es rechazado por sus hijos y su exesposa Deb. Padece miocardiopatía hipertrófica, por lo que tiene que recibir un trasplante de corazón. Ahora comparte su tiempo con su nieto, Jamie, que le considera su mejor amigo. En la séptima temporada aparece con su programa Truth donde da consejos a la gente para que sus vidas no fuesen tan malas como la suya. En la 8.ª temporada trabaja en un restaurante, Quinn se acerca a él ya que es la única persona que conoce que ha matado a alguien y ella quiere que la ayude a matar a la mujer que le disparó a ella y Clay. En la novena temporada vuelve a Tree Hill y comienza a vivir con Nathan y su familia. Nathan lo obliga a que se vaya, pero, debido a que Nathan es secuestrado, Dan se queda un tiempo más en su casa. Muere en la novena temporada luego de recibir un disparo por rescatar a Nathan. Al morir, se encuentra con Keith y este lo perdona. Luego de eso desaparecen y van al cielo.
- Marvin "Mouth" McFadden (Lee Norris),[8] (T3-T9, Recurrente: T1-T2):

Amigo de Lucas, Skills y Haley. Es el periodista oficial de los Ravens. Estuvo secretamente enamorado de Brooke durante el colegio, así como de Rachel, con quien casi se acuesta. Después de graduarse, se quedó en Tree Hill, buscando un trabajo en periodismo. Empezó una relación con Millicent "Millie" Huxtable, asistente de Brooke Davis. Su relación terminó por infidelidad, ya que Millie durmió con Owen después de creer que Mouth estaba saliendo con Gigi. Luego Mouth busca a Millie de nuevo y solucionan las cosas y salen de nuevo. Su relación se ve afectada en la 7.ª temporada cuando Millie comienza a usar drogas. En la 8.ª vuelven a vivir juntos. En la novena temporada, gana algo de peso pero después recupera su figura.
- Chase Adams (Stephen Colletti), (T9, Recurrente: T4 & T6-T8, Colaboración especial T5):

Llega nuevo al instituto y entra en el club de "adolescentes puros" pero se enamora de Brooke y terminan saliendo juntos, luego se revela que esta fue quien le quitó su virginidad. Años después, vuelve a Tree Hill y empieza a salir con Mia. Su sueño es ser piloto de aviones. Trabaja en TRIC de barman, cubriendo a Owen, su amigo por mucho tiempo. En la 7.ª temporada Mia termina con el enviándole un mensaje de texto debido a que ella está de gira, Chase comienza a enamorarse de Alex luego de un viaje para la premier de la película de Alex. Mantiene una relación muy cercana con Chuck con quien comienza a pasar tiempo al unirse a un programa de hermanos mayores. Decide unirse a la fuerza aérea. Finalmente, Alex le deja y este se hace muy amigo de Chris Keller. Es echado de la fuerza aérea por pegarle una paliza al padre de Chuck luego de descubrir que este le pegaba a su hijo.
- Chris Keller (Tyler Hilton), (T9, Recurrente: T2-T3, Colaboración especial: T4):

Cantante, se caracteriza por ser muy engreído, aunque en realidad es encantador. Siempre habla en tercera persona Este se entromete en el matrimonio de Haley y Nathan, comienza a sentir cosas por la chica pero su orgullo y egocentrismo hace que lo demuestre poco, aunque siempre suele reconocer su belleza y hace comentarios sobre ella. Se la lleva de gira causándole un golpe muy grave a Nathan. Vuelve a aparecer en la tercera temporada metiéndose en apuestas para ayudar a Haley con su música y luego en la cuarta temporada. En la novena es quien ayuda a Haley para que los policías entiendan su situación y ayuda a Dan a recuperar a Nathan cuando fue secuestrado.
- Antwon "Skills" Taylor (Antwon Tanner),[8] (T4-T6, Recurrente: T1-T3, Colaboración especial: T7-T9):

Amigo de Lucas y de Haley. Fue miembro de los Ravens de Tree Hill. Fue asistente de entrenador de los Ravens de Tree Hill tras salir del instituto, aunque antes jugó en la universidad para Carolina del Norte. Mantuvo una relación con Deb luego de conocerse por internet sin saber quien eran. Esta relación terminó, porque Skills quiere tener algún día familia e hijos, pero ella ya no se lo puede dar. Vive con Mouth en su apartamento y es entrenador de una liga de Basquetball para niños, en donde participa Jamie a quien quiere y protege. En la 6.ª temporada comienza a salir con la maestra de Jamie, relación que se extiende a la 7.ª temporada. Viaja a los ángeles cuando Julian le consigue un puesto en un programa. Al regresar es recibido con la sorpresa de que Mouth está muy cercano con su novia. Finalmente acaba con Bevin, su novia de la secundaria.
- Deb Scott (Barbara Alyn Woods), (T2-T4 & T6, Recurrente: T1 & T5, Colaboración especial: T9):

Esposa de Dan, madre de Nathan y hermana de Cooper Lee. Fue novia de Dan durante la universidad y se mudó con su familia a Tree Hill. No aprobó el matrimonio entre Nathan y Haley, pero luego les dio su bendición. Pasó un tiempo en rehabilitación por una adicción a las pastillas para dormir. Ahora, después de divorciarse de Dan, vive con su hijo y familia, queriendo que la llamen "Nana Deb". Mantuvo una relación con Antwon "Skills" Taylor, la cual ella terminó, porque ella no puede darle a él lo que él desea. En la novena temporada ella aparece en la busca de su hijo, pidiéndole a Dan, que pueda encontrarlo.
- Entrenador Whitey Durham (Barry Corbin), (T1-T4, Colaboración especial: T5-T6):

Entrenador de los Ravens y un buen amigo de Keith. Fue un gran apoyo para Lucas y Nathan en el instituto. Aceptó ser entrenador de una Universidad cercana a Tree Hill para que Nathan pudiera seguir jugando. Apareció por última vez en el último capítulo de la 6ª temporada.
- Keith Scott (Craig Sheffer), (T1-T3, Colaboración especial: T4 & T9):

Hermano de Dan, eternamente enamorado de Karen con quien finalmente tuvo una hija, la cual no pudo criar debido a que su hermano le disparó, finalmente matándolo porque pensaba que Keith había intentado matarlo. Durmió con Deb Scott en la primera temporada, provocándole odio a Dan. Mantuvo una relación con Julie quien en realidad era simplemente una mujer que Dan había contratado para que lo engañara y lo enamorara, luego esta se enamoró de él pero huyó el día de su boda, volvió tiempo después y tuvo una relación con Karen, con la que estuvo a punto de casarse. Al final de la temporada 3 se ve como su hermano Dan le dispara y hay un funeral. Fue como un padre para Lucas.
- Karen Roe (Moira Kelly), (T1-T4, Colaboración especial: T5-T6):

Madre de Lucas, exnovia de Dan cuando eran adolescentes. Tiene una cafetería en la ciudad. Años después del nacimiento de Lucas inicia una relación con Keith, del cual tiene una hija, Lily, pero al morir este ella tiene una relación hasta la actualidad con su profesor de la universidad, Andy.
- Rachel Gatina (Danneel Harris), (T4, Recurrente: T3 & T7, Colaboración especial: T5):

Amiga y rival de Brooke a partes iguales aunque finalmente se hacen muy amigas. Aparece por primera vez en la 3.ª temporada. Tiene un carácter promiscuo y una facilidad para provocar conflictos entre la gente. En la 5.ª temporada aparece con problemas de drogas. En la 7ª temporada se presenta en el programa Truth de Dan Scott como su esposa y productora, pero al final este decide divorciarse.

### Elenco recurrente
- Mia Catalano (Kate Voegele), (T6-T9):

Cantante de la discográfica de Peyton, amiga de Peyton y Haley. Anteriormente había sido la tecladista de la banda de Jason, cuando las chicas lo echan y ella consigue comenzar su carrera como solista. Sale con Chase en la 6ª temporada, luego en la 7.ª terminan. Cuando trata de regresar el ya está saliendo con Alex. Terminan como amigos.
- Katie Ryan (Amanda Schull), (T7-T8):

Es una jugadora de tenis que clay trata de firmar para ser su agente, cuando Clay se da cuenta de su parecido con su exesposa decide no firmarla. Luego ella se obsesiona con Clay e investiga todo acerca de él, al darse cuenta de su parecido con la esposa fallecida de Clay comienza a acosarlo a él y a Quinn. Luego de tratar de suicidarse la policía la atrapa con ayuda de Clay. Regresa a Tree Hill y un día cuando Quinn va a dormir la encuentra en su cuarto y le dispara, al oír el disparo Clay corre a ayudar a Quinn y le dispara a él también. En la 8.ª temporada regresa a tree hill para terminar lo que comenzó ya que ni Quinn ni Clay murieron. Una noche bajo una tormenta entra a la casa cuando Quinn está sola, esta vez Quinn estaba preparada y le clava un cuchillo en la pierna. Luego pelean por toda la casa hasta terminar en la piscina y cree que ha ahogado a Quinn. Justo cuando se pasea por toda la casa ve entrar a Quinn. Esta vez el tiroteo se repite pero ahora Quinn es quien dispara, Katie es herida y la ponen en prisión.
- Lauren (Allison Munn), (T6-T9):

Maestra de Jamie, comienza a salir con Skills. luego que pasan tiempo juntos en el baile escolar. En la 7.ª temporada, cuando Skills se va por un tiempo a los ángeles comienza a pasar tiempo con Mouth. Ella le dice a Skills que está saliendo con alguien y Skills descubre la relación con Mouth, este termina con ella porque no quiere hacerle daño a su mejor amigo. Luego se ven esporádicamente pero finalmente ella mantiene una relación con David, el exmarido de Quinn, de quien está embarazada.
- Chuck Scolnik (Michael May), (T6-T9):

Uno de los mejores amigos de Jamie, su mamá es una mujer alcohólica por lo que a veces Lauren lo cuida después de clases. Conoce a Jamie cuando lo molesta por usar una capa. Luego de esto comienzan a ser buenos amigos. En la 8.ª temporada comienza a volverse muy cercano a Chase y pasan mucho tiempo juntos. Su padre aparece en la 9.ª temporada, y le pega, y por ello Chase le defiende.
- Tim Smith (Brett Claywell), (T1-T3, Colaboración especial: T5):

Mejor amigo de Nathan. Es un chico divertido y juerguista. Vive a la sombra de Nathan. En la quinta temporada nos enteramos que trabaja de repartidor de pizzas y está casado con Bevin con la cual tuvo un hijo al que llamó Nathan. En la 9.ª temporada se descubre que se han divorciado.
- Jake Jagielski (Bryan Greenberg), (T1-T3):

Compañero de Lucas y Nathan en el equipo, quien siempre solía tardarse y tener problemas, luego se descubre que es porque tiene una hija llamada Jenny. La madre de esta, Nicki, generalmente aparece debido a que quiere la custodia de su hija, tema tratado en las primeras 2 temporadas. Tiene una relación con Peyton a lo largo de las primeras tres temporadas, la cual finalmente termina porque este tiene que irse. Cuando Peyton va a verlo vuelven a retomar su relación, que vuelve a fallar porque Jake se da cuenta de que Peyton sigue enamorada de Lucas.
- Bevin Mirskey (Bevin Prince), (T1-T4, Colaboración especial: T5-T9):

Animadora, novia de Skills. Parece no ser muy inteligente pero solo lo aparenta. En la quinta temporada nos enteramos que está casada con Tim y tuvo un hijo al que llamó Nathan. Finalmente se divorcia de Tim y termina con Skills.
- Andy Hargrove (Kieren Hutchison), (T2, Colaboración especial: T5):

Millonario y profesor de Karen en la universidad, inició una relación con ella pero acabó cuando él tuvo que regresar a Nueva Zelanda con su madre. Pero regresan y viven en un yate recorriendo todo el mundo junto con Lily (la hija de Karen y de Keith)cuando le vemos en la 5.ª temporada.
- Félix Taggaro (Michael Copon), (T2):

Nuevo en el instituto, sale con Brooke provocando celos a Lucas y creando un triángulo amoroso Lucas-Brooke-Félix. Este se enamora de ella, quien lo deja porque pinta la palabra "lesbiana" en la taquilla de Peyton. Por esa razón sus padres lo mandan a una academia militar al final de la temporada 2.
- Anna Taggaro (Daniella Alonso), (T2):

Hermana de Félix, tiene un corto romance con Lucas pero finalmente decide aceptar que es homosexual y vuelve a su antigua ciudad. Esta comienza a sentir cosas por Peyton.
- Owen (Joe Manganiello), (T5, Colaboración especial: T6-T7):

Enamorado de Brooke, en una ocasión salieron. Trabajaba de bartender en TRIC. Padecía adicción a las drogas, pero logró evitarlo después de rehabilitación. Después de que Brooke lo rechazara, este vuelve a beber y duerme con Millie. Por temor a volver a caer en la tentación, su amigo Chase lo cubre ahora en el TRIC. Se reencuentra con Millie cuando ella está en rehabilitación y se hacen amigos.
- Niñera Carrie (Torrey DeVitto), (T5-T6):

Llega como niñera de Jamie queriendo seducir a Nathan al final consiguiéndolo y queriendo que Jamie sea su hijo al en la quinta temporada Haley la ve en la ducha con Nathan y la hecha de casa, secuestra a Jamie en la boda de Lucas con Linsey, pero Dan lo rescata, al final de la quinta temporada atropella a Dan cuando se dirige al hospital para su trasplante de corazón. En la sexta temporada secuestra a Dan para poder secuestrar a Jamie al final la descubren y Dan Scott la mata.
- Quentin "Q" Fields (Robbie Jones), (T5-T6):

Jugador de los Ravens de Tree Hill, amigo de Nathan y Jamie.Fue asesinado al estar presente en un asalto a una gasolinera, a manos del mismo que pegó una paliza a Brooke.
- Lydia Bob Scott (desconocido), (T8-T9):

Es la segunda hija de Haley, después de Jamie. Recibe ese nombre en honor a su abuela Lydia y lo de Bob viene del gato que tenía la familia de Haley antes de que esta naciera, ya que era un felino fuerte y sano, como el bebé y como Haley cuando nació.

## Música
La serie da mucha importancia a la música, sólo hay que ver la larga lista de cantantes que participan en ella; Gavin DeGraw, Sheryl Crow, The Wreckers, Jimmy Eat World, La Rocca, Fall Out Boy, Nada Surf, Jack's Mannequin, Michelle Featherstone, Angels And Airwaves y Lupe Fiasco. Tanto Bethany Joy Galeotti (Haley James Scott) como Tyler Hilton (Chris Keller) también han actuado en el espectáculo. Fall Out Boy, Pete Wentz apareció en un episodio después del funcionamiento de la banda como él mismo, en una trama donde él se interesó por Peyton. Otras bandas conocidas cuyas canciones han aparecido sobre el espectáculo son: Snow Patrol, Coldplay, Led Zeppelin y The Cure.
La serie ha lanzado tres álbumes de banda sonora: One Tree Hill Volume 1, One Tree Hill Volume 2: Friends with Benefit y One Tree Hill Volume 3: The Road Mix. Las ganancias del segundo álbum van a la Fundación de Cáncer de Mama Nacional, relacionado con una de las tramas del espectáculo que implican el cáncer de mama. Una tercera banda sonora ha sido lanzada en 2007, y destaca una nueva pista de Tyler Hilton, y una canción de Tom Petty "American Girl" realizada por Jack's Mannequin.
Mark Schwahn ha revelado que él nombra cada episodio con alguna canción que tiene algo en común con el tema del episodio. Por ejemplo, el Episodio 1x02: " Los Sitios que Más temes" fue llamado así gracias a una canción de Dashboard Confessional del mismo nombre.